# Nalangi River
Nalangi River är ett vattendrag i Fiji.   Det ligger i divisionen Norra divisionen, i den nordöstra delen av landet, 230 km nordost om huvudstaden Suva. Nalangi River ligger på ön Vanua Levu.